# Wyndmere (Dacota do Norte)
Wyndmere é uma cidade localizada no estado norte-americano de Dacota do Norte, no Condado de Richland.

## Demografia
Segundo o censo norte-americano de 2000, a sua população era de 533 habitantes.
Em 2006, foi estimada uma população de 491, um decréscimo de 42 (-7.9%).

## Geografia
De acordo com o United States Census Bureau tem uma área de
2,3 km², dos quais 2,3 km² cobertos por terra e 0,0 km² cobertos por água. Wyndmere localiza-se a aproximadamente 322 m acima do nível do mar.

## Localidades na vizinhança
O diagrama seguinte representa as localidades num raio de 28 km ao redor de Wyndmere.